# دوروتی کومینگور
دوروتی کومینگور (انگلیسی: Dorothy Comingore; ۲۴ اوت ۱۹۱۳ – ۳۰ دسامبر ۱۹۷۱) یک هنرپیشه اهل ایالات متحده آمریکا بود.
از فیلم‌ها یا برنامه‌های تلویزیونی که وی در آن نقش داشته است می‌توان به همشهری کین و باد بسامان اشاره کرد.